# José Gómez Martínez
José Gómez Martínez, [pseudónimo, Zenitram] (Pontevedra, ? - Teis (Vigo), 7 de junio de 1940), fue un sacerdote y periodista gallego.
Capellán del convento de Clarisas de Pontevedra, coadjutor de la iglesia de San Jorge (La Coruña) (1908), coadjutor de Bueu (1914) y párroco de Teis (1915). Dirigió los periódicos El Áncora y El Eco de Galicia y colaboró en La Correspondencia Gallega, El Noroeste, Tierra Gallega y El Ideal Gallego. Firmaba sus colaboraciones periodísticas con el pseudónimo Zenitram.

## Obras
- Rasguños, 1908.